# Adaldag
Adaldag (ca. 900 – 28. april 988) var en munk i Benediktinerordenen og ærkebiskop i Hamborg-Bremen fra 937 til 988.
Adaldag genopbyggede Hamburg efter det første overfald af de slaviske obotritter. 
Den afsatte pave Benedikt 5. blev støttet af ham og tilbragte sine seneste år i Hamborg.
Han var kannik i Hildesheim, og kansler for Otto I. og blev af ham udnævnt til greve med alle forrettigheder over Hamborg. Han efterfulgte Unni som ærkebiskop i Hamborg. 
Adaldag udnævnte omkring 946 Liafdag til biskop af kirken i Ribe, Hared til biskop af kirken i Slesvig og Reginbrand til biskop af kirken i Århus, og kunne dermed optræde med lydbisper, såkaldte suffraganer ved kirkemødet i Ingelheim in 948. Han deltog i Otto 2.s togt mod Harald Blåtand.